# Metka Jerman
Metka Jerman (poročena Šenica), slovenska smučarka, * 23. januar 1963, Ljubljana.
Jermanova je za Jugoslavijo nastopila na Zimskih olimpijskih igrah 1980 v Lake Placidu, kjer je nastopila v veleslalomu in slalomu. V veleslalomu je zasedla 20. mesto.
Metka Jerman je bila prva jugoslovanska zmagovalka Evropskega pokala na Ulovki leta 1981, leta 1982 pa je bila prva na tekmi Evropskega pokala na Kobli v veleslalomu in deseta v slalomu svetovnega pokala v Lenggriesu. Istega leta je na Svetovnem prvenstvu v Schladmingu  osvojila 8. mesto v slalomu, kar je bil takrat izredno velik uspeh.
Kariero je končala zaradi poškodbe kolena leta 1983.